# Hunagata Iwa
Hunagata Iwa är en kulle i Antarktis. Den ligger i Östantarktis. Norge gör anspråk på området. Toppen på Hunagata Iwa är 11 meter över havet.
Terrängen runt Hunagata Iwa är kuperad åt sydost, men norrut är den platt. Havet är nära Hunagata Iwa västerut. Trakten är obefolkad. Det finns inga samhällen i närheten.